# Canadair CT-114 Tutor
Canadair CT-114 Tutor (tovarniška oznaka: CL-41) je bilo reaktivno šolsko vojaško letalo, ki so ga uporabljale Kraljeve kanadske letalske sile (RCAF) od 1960ih do leta 2000. Zasnovalo ga je podjetje Canadair. 
Letalo trenutno uporablja kanadska akrobatska skupija Snowbirds. 

## Specifikacije (CL-41A – CT-114)
Podatki iz Macdonald Aircraft Handbook; Green 1964, p. 470
Splošne karakteristike
- Posadka: two
- Dolžina: 32 ft 0 in (9,75 m)
- Razpon kril: 36 ft 4 in (11,07 m)
- Višina: 9 ft 4,5 in (2,86 m)
- Površina kril: 220 sq ft (20,44 sq m)
- Teža praznega letala: 4840 lb (2195 kg)
- Naložena teža: 7348 lb (3333 kg)
- Maks. vzletna teža: 11000 lb (5000 kg)
- Pogon letala: 1 × Orenda J85-CAN-40 turboreaktivni motor, 2650 lbf (11,8 kN)

 Zmogljivost 
- Maks. hitrost: 486 mph (782 km/h)
- Doseg: 944 milj (1520 km)
- Višina leta: 44500 ft (13560 m)
- Hitrost vzpenjanja: 4220 ft/min (21,4 m/s)